# Чивира (хижа)
Хижа „Чивира“ е туристически обект разположен в околностите на връх Малък Богдан, разположена на 1370 м, в сърцето на Същинска Средна гора.
Хижата е строена по времето на масовизирането на туристическото движение в България. Според указателни табели, разположени по пътя към нея, е принадлежала на Вазовските машиностроителни заводи, гр. Сопот.
Хижа „Чивира“ e достъпна с високопроходим автомобил и е масивна четириетажна сграда. Положени са усилия за нейното електрифициране и водоснабдяване. Разполагала е със сто легла в легловата си база и има голям ресторант и кухня. В близост до нея на поляна се намира катастрофирал изтребител МиГ-19.
През 2019 г. обектът с разгъната площ 1215 кв. м, столова 285 кв. м, масивна сграда с 41 кв. м, имот от над 1.1 млн. кв. м зелено пасище е обявен за продажба.
Към 2010 година хижата е без хижар, не работи и не се охранява. През 2024 г. тя вече тъне в разруха.

## Съседни обекти
| Изходни точки      | Изходни точки |
| ------------------ | ------------- |
| Село Старосел      | [ 4 ]         |
| Хижи               |               |
| Хижа „Фенера“      | 3,00 ч.       |
| Хижа „Средногорец“ | 0,45 ч.       |
| Други              |               |
| Връх Малък Богдан  |               |
| Връх Голям Богдан  |               |